# Larus michahellis

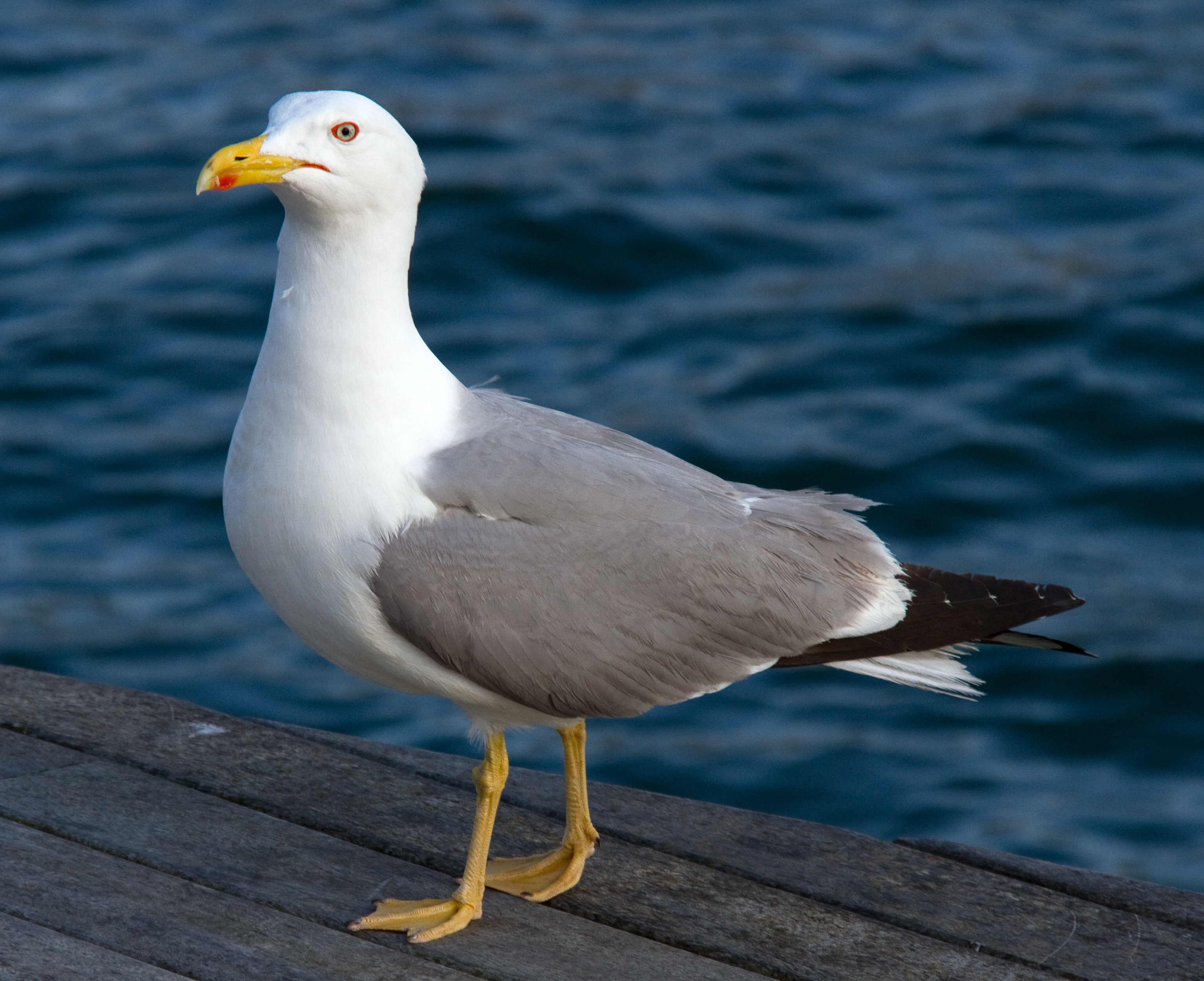
Ejemplar alcanzando la madurez en Barcelona.

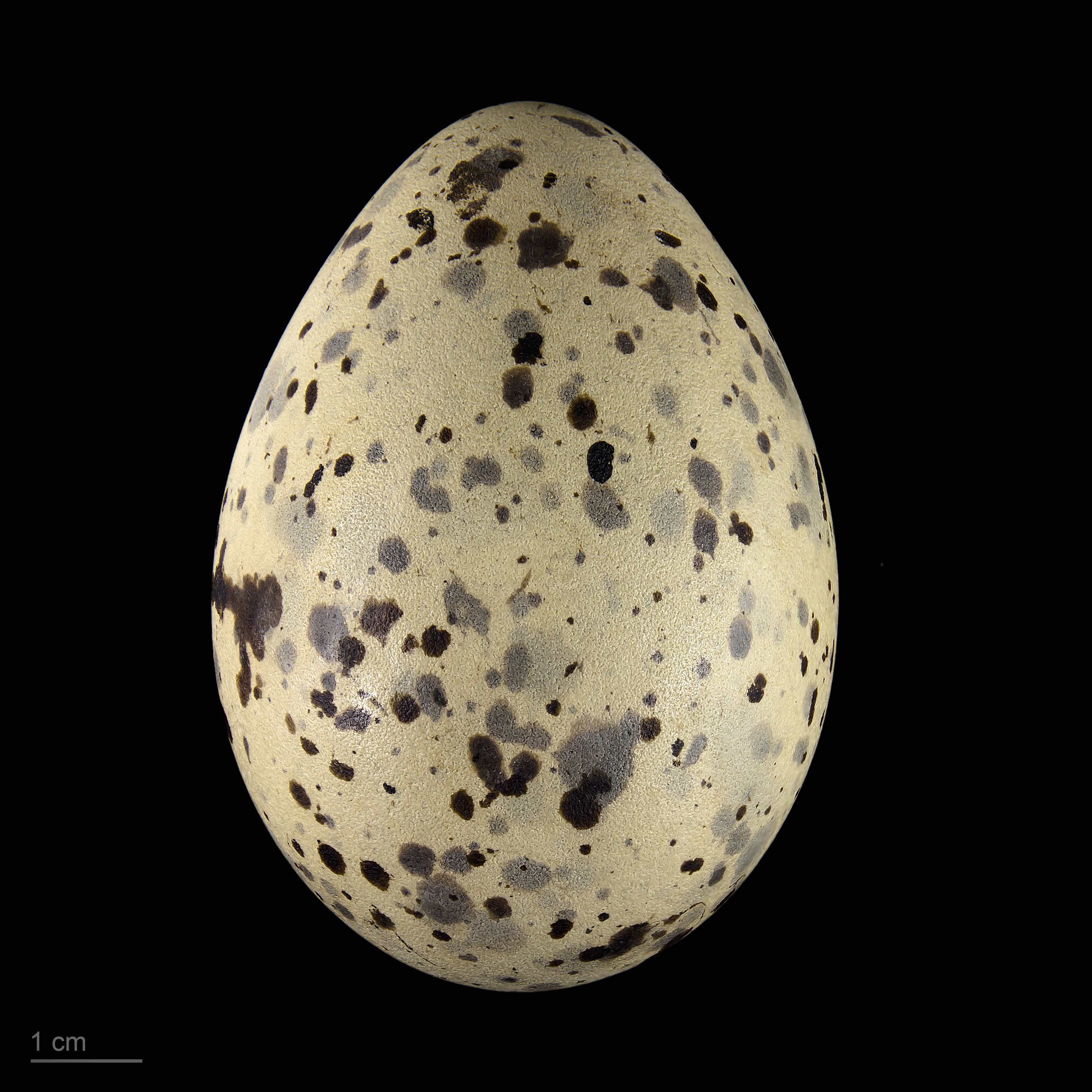
Larus michahellis atlantis - MHNT

La gaviota patiamarilla (Larus michahellis) es una especie de ave Charadriiforme de la familia Laridae. Pertenece al grupo de las gaviotas de talla mediana, de manto gris y patas amarillas. Algunos especialistas consideran la especie como una subespecie mediterránea de la gaviota argéntea, y otros apuntan que es una subespecie de la gaviota del Caspio; el debate sigue abierto.

## Distribución y población

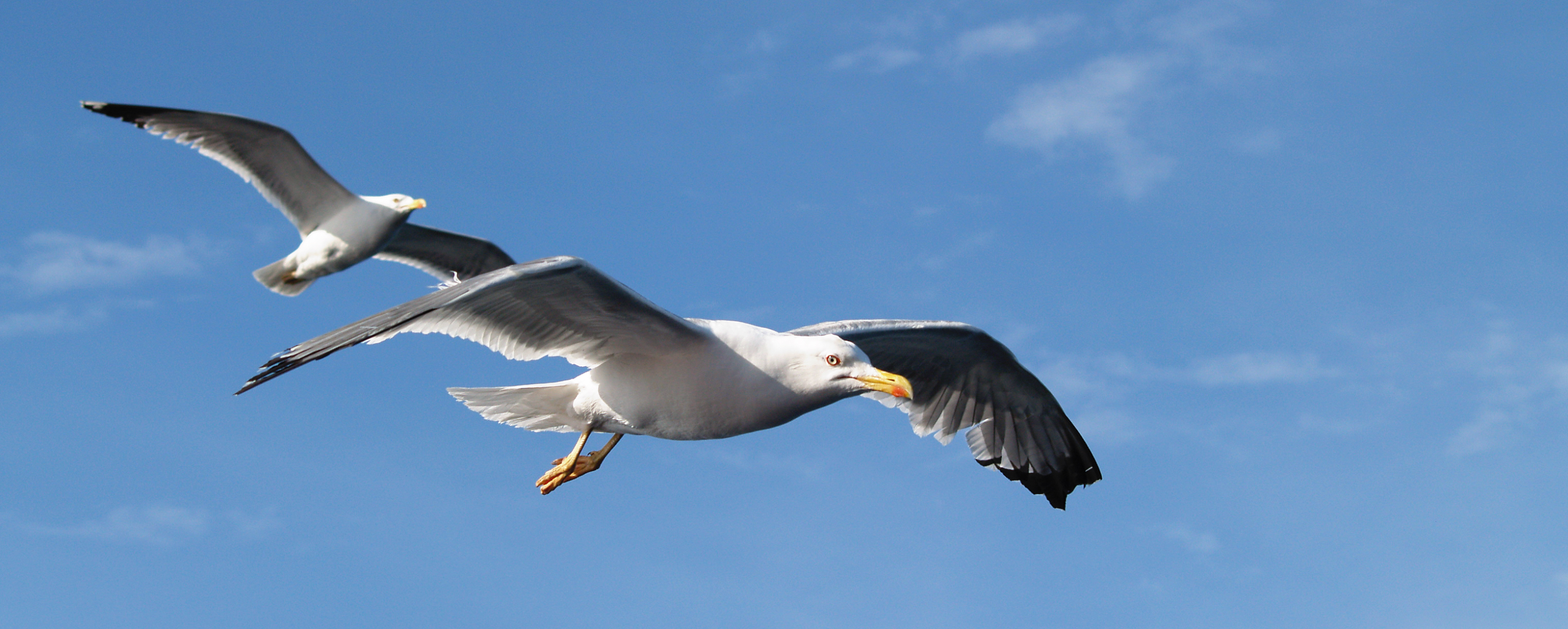
Larus michahellis

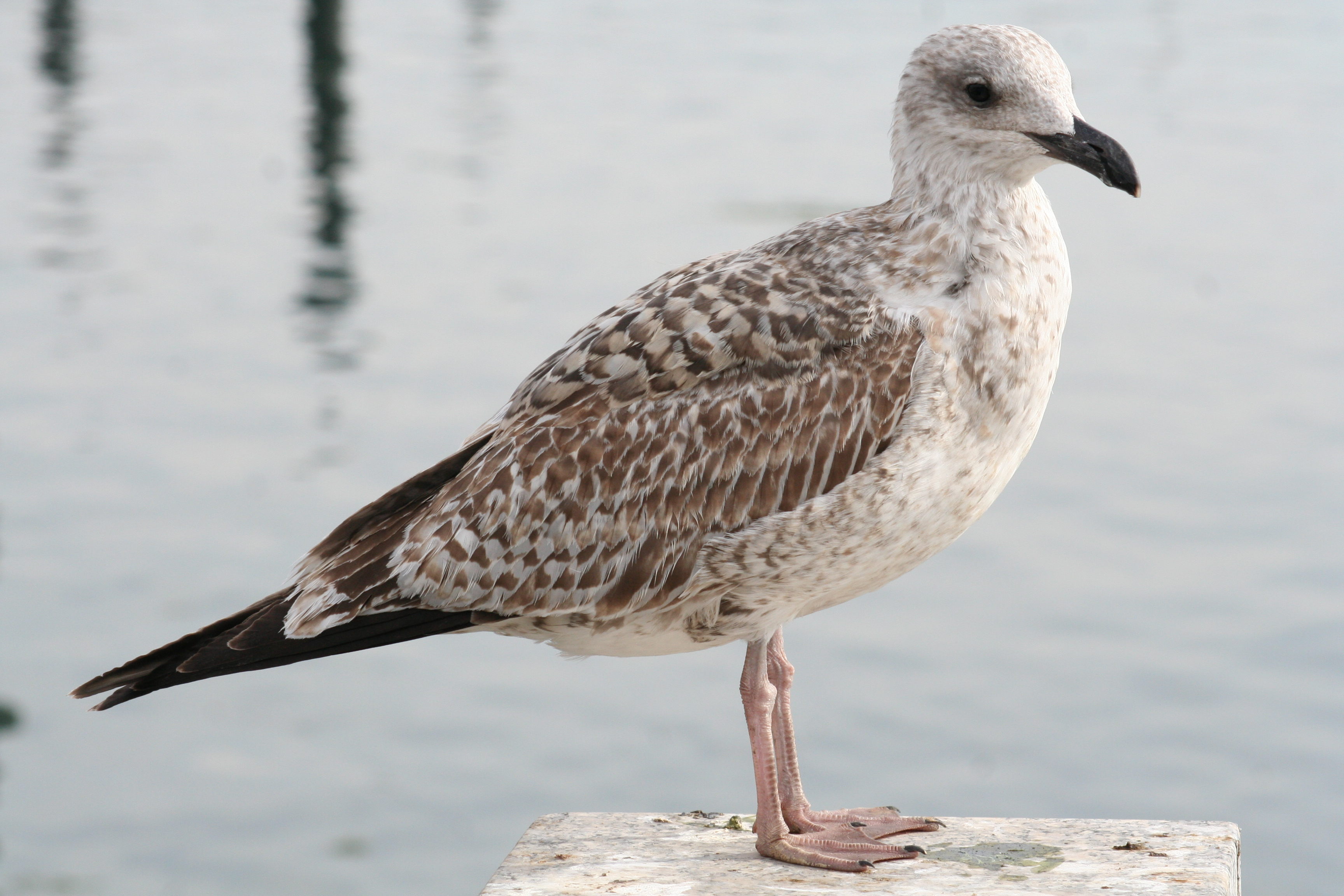
Gaviota patiamarilla (Larus michahellis) inmadura (primer invierno) en las proximidades del puerto de Combarro (Pontevedra, España).

Esta ave tiene una distribución esencialmente mediterránea, aunque la mayor colonia de gaviota patiamarilla está en las islas Cíes (Pontevedra, España), pues se reproduce también en el litoral atlántico y algunas de sus islas (Azores, Madeira y Canarias). Vive principalmente en costa rocosa acantilada e islotes en la época de reproducción, incluso en los tejados de las viviendas de ciudades costeras. Pasan el invierno en bahías, estuarios, puertos e incluso embalses.
Actualmente es muy común, y, debido a la saturación de sus colonias, ha comenzado a colonizar el interior, sobre todo en ciudades donde aparecen en los basureros (como el de Madrid) y ríos, con permanencia constante en la zona, sin necesidad de desplazarse a pescar al mar.

## Comportamiento y efecto en otras especies
Esta especie desplaza a otras gaviotas (como la de Audouin) donde se establece, por su agresividad y territorialidad.
Tal actitud sumada a su gran adaptación a entornos antropizados, que favorecen su propagación (entornos pesqueros, basureros y núcleos urbanos), deriva también en roces con los humanos. Como anidan también sobre tejados, llegan a amenazar con deposiciones y picados a gente que se asoma a ventanas y terrazas próximas a sus nidos, confiriéndoles una gran impopularidad. También afecta a diversos trabajos que se desarrollan en los tejados de las casas, como techados, colocación de antenas, obras de albañilería y similares.
Esto ha llevado a las autoridades administrativas a desarrollar estrategias ahuyentadoras para contrarrestar la atracción provocada por la propia actividad humana, al igual que ocurre con otras especies como ratas, cucarachas, etc. Entre tales estrategias se ha probado con señuelos de sonidos de aves rapaces, altavoces de ultrasonidos, e incluso algunos ayuntamientos han contratado a cetreros para soltar halcones periódicamente (en particular Falco peregrinus por su abundancia y tolerancia al entorno urbano).

## Subespecies
Se conocen dos subespecies de gaviota patiamarilla:
- Larus michahellis atlantis Dwight, 1922
- Larus michahellis michahellis Naumann, J.F., 1840